# Кхоу суей
Кхоу суей (бірм. ခေါက်ဆွဲ‎) — це суп, який складається з яєчної локшини та фаршу з яловичини або курки з додаванням кокосового молока, подається з різноманітними контрастними приправами. Вичавлений сік лимона також додає тугість до того, як подавати Кхоу суей. Кхоу суей схожий на бірманську страву з локшиною «онх на кхаук све», буквально «локшина з кокосового молока».

## Історія
Страва виникла в Бірмі й потрапила до Східної Індії з індусами, які мігрували з Бірми під час Другої світової війни (Вулична їжа).